# おしの沙羅
おしの 沙羅（おしの さら、1995年6月3日 - ）は、日本の女優、書家、元グラビアアイドル、元レースクイーン。
東京都出身。ワンエイトプロモーションやフリップアップでの所属を経て、2023年5月以降はフリーランスとして活動中。また、有限会社ブレスと業務提携している。旧芸名は、忍野さら（読み同じ）。書家としての雅号は、雨楽（うら）。

## 経歴
習い事をたくさんする幼少期を送る。4歳の頃からクラシックバレエを習い、中学3年生までバレエスクールに通っていた。舞台の一部になれることにときめきを覚え、プロバレリーナを目指していたが中学2年で挫折。ひとつの希望が無くなった時、ほかの習い事、学業も疎かになり、遊びに手を出すことになる。大学生の時にはこの遊びの延長線上で、「やってないことをやってみたい」とレースクイーンになりたい思いが募り、なり方がわからなかったため、台所で撮影した直立不動の写真を送り芸能事務所ワンエイトプロモーションに応募し、所属が決まる。大学に通う傍ら、2015年にイベントコンパニオンとして活動後、レースクイーンとしてデビュー。
2016年は、SUPER GT（LEON RACING LADY）などでRQ活動を行う一方、4月に初のイメージDVD「わがまま」を発表。同年8月発売の「Re-Born」は、Amazon1位とオリコンBDチャートのアイドルイメージビデオランキングで3週連続1位を獲得し、2016年1番売れたアイドルDVDとなった。イメージビデオや写真集の売れ行きの好調さから「今いちばん売れてる身体」や「完売クイーン」のニックネームがついた。さらにこの年は「男の青汁」イメージガールにも選ばれた 。事務所の方針もあり、レースクイーン業はこの年限りで辞め、グラビア業に専念、集中していくこととなる。 
2017年は、週刊誌や少年誌など計20誌以上の雑誌で表紙を飾る。
2017年は橘花凛（現：高橋凛）と共にパチンコメーカー「HEIWA」のキャンペーンガールを務めるほか、ラジオ番組「A&Gリクエストアワー 阿澄佳奈のキミまち!」にリポーターとして出演するなど、数々のバラエティ番組にも活躍の幅を広げていった。
現役女子大生グラドルとして活動していたが、2019年4月3日に放送された「有吉大反省会 衝撃のカミングアウト連発2時間SP」（日テレ）にて大学を中退したことを告白した。
2019年7月、コンドームメーカー「相模ゴム工業」のコンドーム「サガミオリジナル002」の11代目宣伝大使に就任。
2020年6月19日、講談社・ミスiD2021にエントリー。同年7月17日、カメラテスト進出（Hブロック4位）。同年10月3日、セミファイナリスト進出。同年11月20日、ミスiDファイナリスト進出。2021年4月11日、「Brand new life賞」を受賞。
2020年8月23日、東京秋葉原・書泉ブックタワーで開催されたラストイメージDVD発売記念イベントにて、今後は女優を中心に活動していくことを明かす。また、「機会をいただけるのであれば」と、グラビア活動は変わらず並行してやっていく旨を発表した。2020年10月、撮影会から卒業。後年、グラビアアイドル業は目標がなく5年間やってきたため、後背が出てきたこと、俳優業に魅力を感じたことで「自分にはもうこれ以上できることはない」と感じたことを明かしている。
2020年11月17日、これまで所属していた「ワンエイトプロモーション」を円満退所し、新たに「株式会社フリップアップ」に所属して女優を目指していくことをSNSで報告した。
2021年3月5日、「週プレNEWS」のインタビューでグラビアは引退しないが「グラビアアイドル・忍野さらは卒業です。」と述べた。
2023年1月14日、自身のSNSにて、女優業と並行しながら「雨楽」（うら）という雅号（名前）で書家として活動することを報告。
2023年5月1日、フリップアップを契約満了につき円満退社したことを発表した。
2023年9月10日、自身のSNSにて芸名を「おしの 沙羅」（おしの さら）に改名したことを報告。

## 人物
- 趣味はアニメ鑑賞、音ゲー[43]、ギター、ドライブ、サウナ[4]。特技はクラシックバレエ、書道（師範〈行書[44]、隷書[45]〉）[4]。
- 生誕した1995年に始まった『新世紀エヴァンゲリオン』を中学の頃に知って以来のアニメおたく。『エヴァ』以外には『Re:ゼロから始める異世界生活』もお気に入りである[46]。マクロスシリーズの歌は全部歌える[47]。
- 本人曰く、わさび、辛子、ネギ、ニンニクといった薬味系が好みだが、紅ショウガとらっきょうが好みではないという[46]。激辛料理を食べることが得意で「蒙古タンメン中本」の「北極ラーメン」を3倍、4倍の辛さにして食べるほど。ラーメンが好きで、一人でもよくラーメン屋に足を運ぶという。
- レースクイーンになったきっかけは、中学・高校と付き合っていた同学年のモトクロスレーサーの彼氏がいて、隣に立っているレースクイーンになれたら共演できるのではないかと思ったから。その後、「Yahoo!知恵袋」でレースクイーンになる方法を調べると、芸能事務所に入らなければいけないということを知り、ワンエイトプロモーションに所属する。レースクイーンにはなれたが、その頃には彼氏と別れていたと番組内で告白した[48]。
- クラシックバレエをやっていたことから体が柔らかく、グラビア時代は横を向いて腰に力を入れた時に生じる「Sライン」が自分のセールスポイントであった[49]。
- 爬虫類好きということもあり、ヒョウモントカゲモドキ2匹と[50]、2018年3月より猫を1匹飼っており、猫の名前は「虎千代」[51]。
- ワンエイト所属時は、事務所の方針として「清楚・お嬢さま・知的」の三要素を売りにしたいが、実際の自分とは「かけ離れている」ため、本当のキャラが伝わりづらいグラビアの仕事をメインにしてきたことを2019年4月3日に放送された「有吉大反省会 衝撃のカミングアウト連発2時間SP」で明かす。事務所の関係者には、「しゃべるとバカっぽいからテレビには出るな」と言われてきた[23]。
- グラビアデビュー時はロングヘアだったが、2枚目のDVDの担当者に「髪を切ったほうが良い」とアドバイスされ、グラビア全盛期はショートヘアにしていた[34]。
- 憧れの女優は小池栄子[52][53]。
- 書家としての活動の源流は、祖母が書道の師範だったこと[11]。幼少時から書道に親しみ、習い事としても続けていたが、グラビア引退後に時間ができたことで改めて書道教室に通い学びなおし、師範の段をとった[11]。書家としては不定期に個展を開くほか、ドラマ『ジャンヌの裁き』の題字、テレビドラマ内の小道具および美術としての書などを手掛けている[11]。

## 作品

### イメージビデオ
- わがまま（2016年4月22日、イーネット・フロンティア）[54]
- Re-Born（2016年8月26日、竹書房）
- Honey（2016年12月15日、ラインコミュニケーションズ）[55]
- Dear…（2017年4月20日、イーネット・フロンティア）
- Body's 忍野さら（2018年1月25日、イーネット・フロンティア）
- もしも、あなたが…（2018年7月20日、イーネット・フロンティア）
- Romance（2019年4月20日、ラインコミュニケーションズ）
- Message（2020年7月22日、イーネット・フロンティア）[56]

### 写真集
- さらら（2017年9月15日、ワニブックス、撮影：西條彰仁）ISBN 978-4847049446
- a-books GRAVURE 2019-anthology-（2019年3月22日、avex）ISBN 978-4-8021-9240-8[57]
- 浪漫（2019年11月27日、ワニブックス、撮影：橋本雅司）ISBN 978-4847082504[58]

## 活動

### レースクイーン
| 年     | カテゴリー   | チーム名                          | 他メンバー                   |
| ------ | ------------ | --------------------------------- | ---------------------------- |
| 2015年 | スーパー耐久 | TOWA INTEC Racing レースクイーン  | 谷原あやの                   |
| 2016年 | SUPER GT     | LEON RACING LADY                  | 市原彩花、松瀬結衣、八鍬有紗 |
| 2016年 | スーパー耐久 | Adenau レーシングガールズ         | 若松朋加                     |
| 2016年 | D1グランプリ | OTG Motor Sports「TWSプリンセス」 | 咲月美優                     |

### イメージガール
- 2017年：HEIWAキャンペーンガール[21]
- 2019年：相模ゴム工業「サガミオリジナル002」11代目宣伝大使[24][25]

## 出演

### テレビバラエティ
- じっくり聞いタロウ〜スター近況（秘）報告〜（2016年7月 - 2017年3月[61]、テレビ東京）
- 佳代子の部屋〜真夜中のゲーム会議〜（2016年10月 - 、フジテレビ） - 宣伝部員として出演[62]
- モデルプレスナイト（2017年、Kawaiian for ひかりTV 4K）[15]
- サンデージャポン（2017年9月17日、TBS）
- タモリ倶楽部（2017年12月9日・2018年3月31日・9月29日[63]、テレビ朝日）
- 本能Z（2018年12月12日、CBC）
- TiARY TV kirari（2020年8月 - 12月27日、tvk）- 準レギュラー

### テレビドラマ
- 絶対正義 第5話・第6話（2019年3月2日・10日、東海テレビ）- 萬田綾乃 役
- リーガル・ハート~いのちの再建弁護士~（2019年9月2日、テレビ東京）[64]
- 華麗なる一族 第1話 - 第10話（2021年4月18日 - 6月27日、WOWOW）
- 西村京太郎サスペンス十津川警部の事件簿『悪夢』（2022年11月22日、テレビ東京）- 櫻井莉緒 役
- 今どきの若いモンは（2022年4月 - 5月、WOWOW）- 山下美雨 役
- 何かおかしい 2 第8話（2023年5月24日、テレビ東京）- マナミ 役
- 牙狼〈GARO〉ハガネを継ぐ者（2024年1月11日 - 3月28日、TOKYO MX・BS日テレ） - 誘惑者 役[65]
- ジャンヌの裁き（2024年1月12日 - 3月8日、テレビ東京） - 鳥井千加子 役[66]
- 連続テレビ小説 あんぱん 第19週・第20週（2025年8月4日 - 8月11日、NHK） - 中山駒子 役

### ウェブドラマ
- 桜のような僕の恋人（2023年、Netflix ）
- THE DAYS（2023年、Netflix ）

### ウェブテレビ
- ボブ・サップ緊急来日!第1回Abema杯5種競技HAOOO5!（2017年10月14日・22日、AbemaTV）[67]

### 舞台
- 劇団皇帝ケチャップ 第18回本公演『何も変わらない今日という日の始まりに』（2024年11月13日 - 17日、浅草九劇）[11][68]

### ラジオ番組
- A&Gリクエストアワー 阿澄佳奈のキミまち!（2017年4月9日 - 2020年3月28日、文化放送）※中継リポーターとして出演[69]
- 忍野さらの忍えて☆ダービー（2018年5月13日・20日（全2回）、文化放送）

### MV
- アツキタケトモ「キスミー」（2024年4月）

### イベント
- ニコニコ超会議
  - 2015年・2016年：ネットブースコンパニオン[注 3]
  - 2017年：『キミまち!』内で初音ミクのコスプレでリポート[71]
- 国際ロボット展「ヤマハ発動機ブース」（2015年12月）[72]
- 東京ゲームショウ
  - 2015年：ガルボア「おやじGirlyブース」
  - 2016年：NEXON「攻殻機動隊ブース」草薙素子のコスプレも披露[73]
- 東京オートサロン「TWSプリンセス」（2016年） [注 4]
- 「第19回袖森フェスティバル」レースクイーン（2016年2月14日、袖ヶ浦フォレストレースウェイ） 大津リサと共演[74]
- 2016FIA 世界耐久選手権「富士6時間レース」グリッドセレモニーガール（2016年10月16日、富士スピードウェイ）[注 5]